# Paracrinia haswelli
Paracrinia haswelli är en groddjursart som först beskrevs av Fletcher 1894.  Paracrinia haswelli ingår i släktet Paracrinia och familjen Myobatrachidae. IUCN kategoriserar arten globalt som livskraftig. Inga underarter finns listade i Catalogue of Life.